# Liste der Biografien/Kalj
Liste der Biografien |
Portal Biografien |
Personensuche
# |
A |
B |
C |
D |
E |
F |
G |
H |
I |
J |
K |
L |
M |
N |
O |
P |
Q |
R |
S |
T |
U |
V |
W |
X |
Y |
Z |
?
 
Ka |
Kb |
Kc |
Kd |
Ke |
Kf |
Kg |
Kh |
Ki |
Kj |
Kl |
Km |
Kn |
Ko |
Kp |
Kr |
Ks |
Kt |
Ku |
Kv |
Kw |
Ky |
Kx |
Kz
 
Kaa–Kag |
Kah |
Kai |
Kaj |
Kak |
Kal |
Kam |
Kan |
Kao |
Kap |
Kar |
Kas |
Kat |
Kau |
Kav |
Kaw |
Kay |
Kaz
 
Kala |
Kalb |
Kalc |
Kald |
Kale |
Kalf |
Kalh |
Kali |
Kalj |
Kalk |
Kall |
Kalm |
Kaln |
Kalo |
Kalp |
Kals |
Kalt |
Kalu |
Kalv |
Kalw |
Kaly |
Kalz
Die Liste der Biografien führt alle Personen auf, die in der deutschsprachigen Wikipedia einen Artikel haben. Dieses ist eine Teilliste mit 22 Einträgen von Personen, deren Namen mit den Buchstaben „Kalj“ beginnt.

## Kalj

### Kalja
- Kaljagin, Alexander Alexandrowitsch (* 1942), sowjetischer bzw. russischer Schauspieler und Regisseur
- Kaljajew, Iwan Platonowitsch (1877–1905), russischer Dichter, Terrorist und Mitglied der Sozialrevolutionäre
- Kaljajew, Lew Alexejewitsch (1929–1984), sowjetischer Sprinter
- Kaljakin, Sjarhej (1952–2024), belarussischer Politiker
- Kaljanin, Alexander Igorewitsch (1987–2011), russischer Eishockeyspieler

### Kalje
- Kaljend, Urmas (* 1964), estnischer Fußballspieler

### Kaljo
- Kaljo, Julius (1910–1954), estnischer Fußballspieler
- Kaljot, Elmar (1901–1969), estnischer Fußballspieler

### Kalju
- Kaljulaid, Kersti (* 1969), estnische Biologin und PolitikerinKersti Kaljulaid (* 1969)

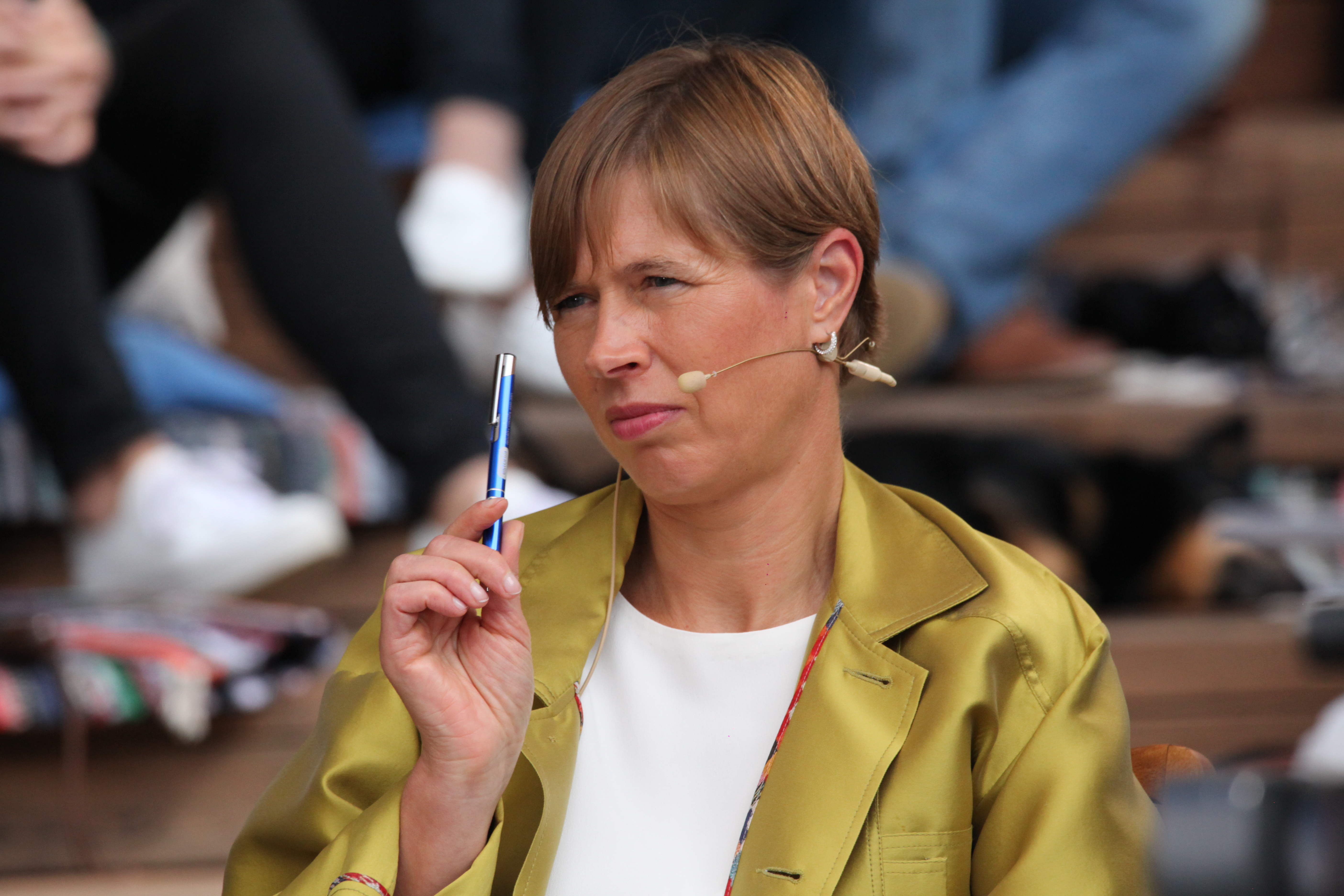
Kersti Kaljulaid (* 1969)

- Kaljumäe, Marek (* 1991), estnischer Fußballspieler
- Kaljunen, Mika (* 1979), finnischer Biathlet
- Kaljurand, Kaire (* 1974), estnische Fußballnationalspielerin
- Kaljurand, Kalle (* 1960), estnischer Badmintonspieler
- Kaljurand, Kristjan (* 1992), estnischer Badmintonspieler
- Kaljurand, Marina (* 1962), estnische Politikerin und Diplomatin
- Kaljuš, Stefan (* 2002), serbischer Sprinter
- Kaljuschna, Wiktorija (* 1994), ukrainische Langstreckenläuferin
- Kaljuschny, Aljaksej (* 1977), belarussischer Eishockeyspieler
- Kaljuste, Kaupo (* 1981), estnischer Eishockeyspieler
- Kaljuste, Tõnu (* 1953), estnischer Dirigent
- Kaljuve, Merli (* 1984), estnische Fußballspielerin
- Kaljuvee, Rando (* 1991), estnischer Biathlet und Skilangläufer